# ميك ليهي
ميك ليهي (بالإنجليزية: Mick Leahy)‏ هو مستكشف أسترالي، ولد في 26 فبراير 1901 في توومبا في أستراليا، وتوفي في 7 مارس 1979.